# نورمن بولاک (بازیکن فوتبال، زاده ۱۹۳۲)
نورمن بولاک (انگلیسی: Norman Bullock؛ ۲۶ مارس ۱۹۳۲ – ۲ اکتبر ۲۰۰۳) بازیکن فوتبال اهل بریتانیا بود.
از باشگاه‌هایی که در آن بازی کرده‌است می‌توان به باشگاه فوتبال استون ویلا اشاره کرد.